# Capella de Sant Roc (Olot)
La capella de Sant Roc és un edifidi d'Olot protegit com a bé cultural d'interès local.

## Descripció
És una capelleta situada damunt les Fonts que porten el seu nom, prop del riu Fluvià. Realitzada amb carreus i enguixada, disposa d'una sola nau, coberta a dues aigües, amb el campanar de cadireta col·locat damunt l'absis. Cal destacar el gran porxo d'estructura de fusta que cobreix la porta principal, d'estil neoclàssic, amb llinda que presenta esculpida la data de 1728. A cada costat hi ha una finestra amb reixa que permet veure l'interior i al damunt una bonica rajola amb la imatge del sant. Aquesta va ser canviada de lloc en algun moment, ja que algunes de les rajoles estan mal col·locades. Cromàticament predominen els colors blaus i taronges i està emmarcada per una sanefa de motius florals de colors verds i blaus que fou suprimida en la part superior i inferior.
A la paret dreta de l'església s'hi va construir un petit contrafort durant les obres de restauració.
La capçalera està formada per l'absis, damunt el qual es va aixecar un pis superior que servia d'habitatge i el campanar de cadireta amb la data 1723.
La nau de la capella està coberta amb voltes d'aresta enguixades. L'altar està fet de rajoles vidriades, possiblement procedents de València. Està format per dos registres horitzontals i cinc verticals. Al damunt hi ha una fornícula, també vidriada, que guarda la imatge de la Verge. Els dos registres verticals situats als extrems dissimulen les portes que donen accés a la sagristia i al campanar. Als centrals hi ha l'altar, a la part baixa, fet de rajoles amb motius vegetals i a cada costat dos registres verticals amb motius florals i caps d'àngels.
Als murs de la nau hi ha dos plafons més de ceràmica vidriada amb motius vegetals.